# Буенос Айрес (бронепалубен крайцер)
 Тази статия е за Буенос Айрес (бронепалубен крайцер).  За Буенос Айрес вижте Буенос Айрес.  
Буенос Айрес (на испански: ARA Buenos Aires) е бронепалубен крайцер от аржентинските ВМС от края на 19 век. Построен в единствен екземпляр, той е усъвършенстван вариант на крайцера „Бланко Енкалада“, построен за ВМС на Чили, и принадлежи към така наречените „елсуикски“ крайцери, строени за експорт от британската компания „Sir W.G. Armstrong & Company“. „Буенос Айрес“ е последният бронепалубен крайцер, построен от фирмата на Уилям Джордж Армстронг за аржентинския флот.

## Проектиране и построяване
Решението да се заложи нов крайцер за експорт след „Бланко Енкалада“, ръководството на „Армстронг“ взима през януари 1893 г. Предлага се за бъдещия купувач да се построи кораб, доста приличащ на „Бланко Енкалада“, но с някои подобрения. Крайцерът под строителен номер 612 е заложен в корабостроителницата в Елсуик през февруари 1893 г. Купувач се намира още същата година – на 27 ноември 1893 г., строящият се крайцер е закупен от Аржентина и наречен „Буенос Айрес“.
За цел е поставена създаването на още по-мореходен кораб, отколкото чилийския прототип, и с по-мощно въоръжение. В хода на строителството, проектът е коригиран с оглед на опита от японско-китайската война от 1894 – 1895 г. В частност, конструкторите се постарават да намалят центъра на тежестта, за което намаляват височината на бойните марсове.

## Конструкция
За разлика от по-ранните проекти на компанията „Армстронг“, „Буенос Айрес“, както и „Бланко Енкалада“, има гладкопалубен корпус. В сравнение с чилийския крайцер обаче, височината на надводния борд е увеличена на 1,5 метра. Това е направено за подобряване на мореходността и особено за използването на артилерията в лошо време. На дъното си, кораба има обшивка от тик и медни пластини. Двойното дъно се простира по цялата дължина на кораба, докато в същото време, на „Вейнтисинко де Майо“ и „Нуеве де Хулио“, то отсътства в района на задвижващите установки.
Както и на „Бланко Енкалада“, фокмачтата е пред мостика. Това е направено с цел максимално да се намали влиянието на дулните газове от носовото тежко оръдие върху управлението на кораба. Подобно решение инженерите на компанията повтарят в редица други проекти.

## Оценка на проекта
По мнението на много специалисти, „Буенос Айрес“ е най-удачния от всички крайцери за износ на компанията „Армстронг“.